# بطولة تونس لكرة السلة للرجال 1967–68
بطولة تونس لكرة السلة للرجال 1967–68 هو الموسم رقم 13 من بطولة تونس لكرة السلة للرجال.

فاز بهذا الموسم النجم الرياضي الرادسي.

## روابط خارجية
- الموقع الرسمي للجامعة التونسية لكرة السلة.